# Titus Flavius Sallustius Paelignianus

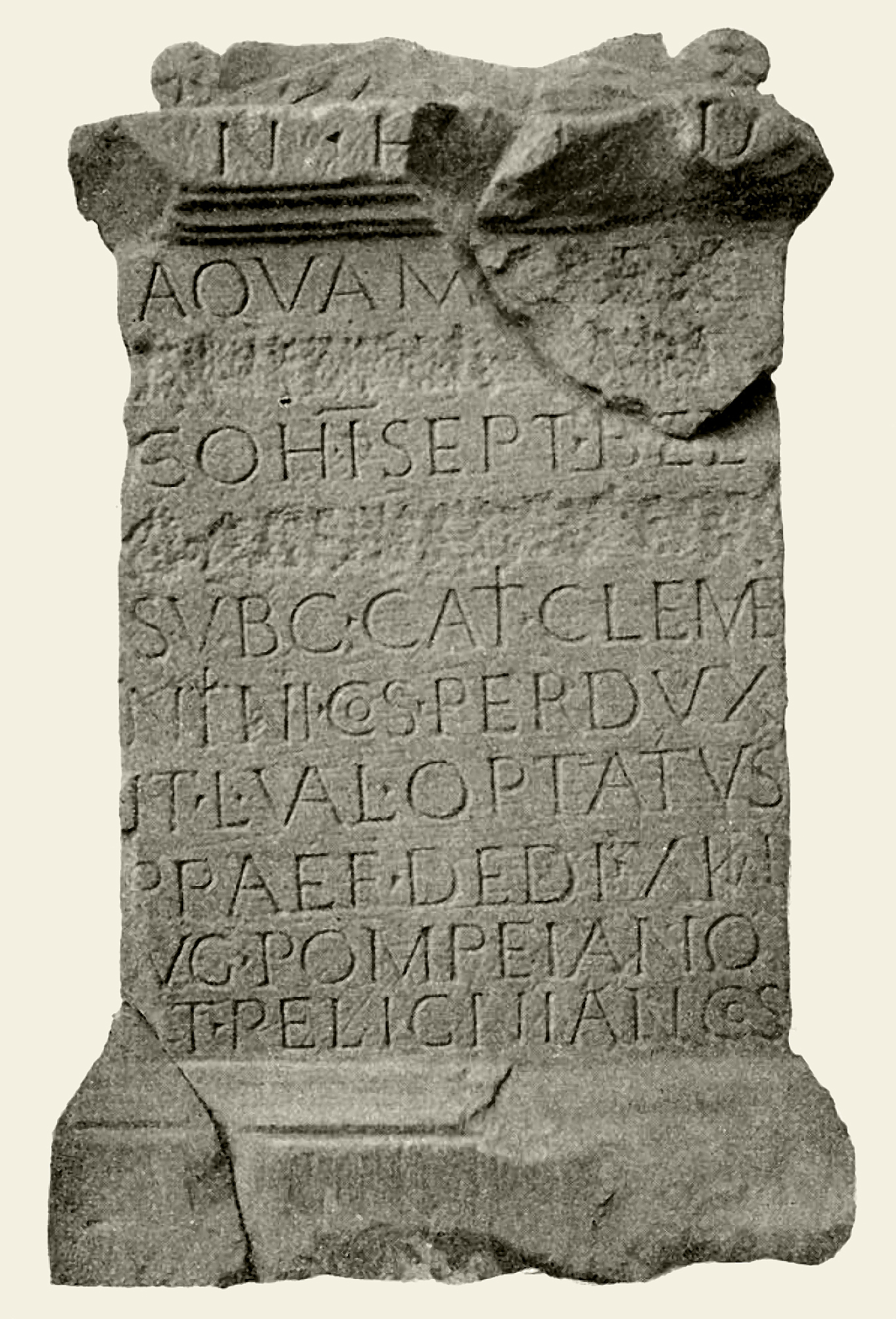
Die Inschrift

Titus Flavius Sallustius Paelignianus war ein im 3. Jahrhundert n. Chr. lebender römischer Politiker.
Durch ein Militärdiplom und durch eine Inschrift, die auf den 23. Juli 231 datiert ist, ist belegt, dass Paelignianus 231 zusammen mit Lucius Tiberius Claudius Pompeianus ordentlicher Konsul war.